# Winter Melody
«Winter Melody» (с англ. — «Зимняя мелодия») — песня, записанная американской певицей Донной Саммер для её четвёртого студийного альбома Four Seasons of Love (1976). Была впущена в качестве второго и последнего сингла с альбома. Авторами песни стали Донна Саммер, Джорджо Мородер и Пит Белотт. Несмотря на то, что Саммер была известна своими песнями в стиле диско, эта является соул-балладой.
На альбоме каждая песня соответствует определённому времени года, в данном случае — зиме. Она рассказывает о женщине, изо всех сил пытающейся примириться с тем фактом, что её отношения закончились. Как и многие песни Саммер того периода, эта имеет значительную продолжительность (более шести минут), но для релиза на синглах была сокращена примерно вполовину.
Сторона «Б» на синглах отличалась в разных странах: в Великобритании он был выпущен с «Wasted», которая появилась на альбоме A Love Trilogy, в то время как в Соединённых Штатах — со «Spring Affair» с того же альбома. В Италии вышел сингл с отредактированными версиями «Summer Fever» и «Winter Melody» на второй стороне.

## Чарты
| Чарт (1977)                                                       | Высшая позиция |
| ----------------------------------------------------------------- | -------------- |
| Великобритания (OCC UK Singles)                                   | 27             |
| Ирландия (IRMA)                                                   | 20             |
| Италия (Musica e dischi)                                          | 31             |
| Канада (RPM Adult Contemporary)                                   | 21             |
| Канада (RPM Top Singles)                                          | 59             |
| США (Billboard Adult Contemporary)                                | 8              |
| США (Billboard Dance Club Songs) · Как часть Four Seasons of Love | 1              |
| США (Billboard Hot 100)                                           | 43             |
| США (Billboard Hot R&B/Hip-Hop Songs)                             | 21             |